# Редькин, Андрей Михайлович
Андрей Михайлович Редькин (22 января (3 февраля) 1900 года, станция Космынино Костромского уезда Костромской губернии — 19 апреля 1963, Москва) — советский государственный и военный деятель. Депутат Верховного Совета СССР 4 созыва.

## Биография
Родился 22 января (3 февраля) 1900 года на станции Космынино Костромского уезда Костромской губернии (ныне Нерехтского района Костромской области) в семье рабочего.
С 1919 по 1921 год — тракторист Костромского горисполкома.
В ВМФ с 20 августа 1921 года . Член ВКП(б) с октября 1927 года.
С 1922 по 1926 год учился в Высшем военно-морском инженерном училище имени Ф. Э. Дзержинского.
В 1926-1928 годах — начальник мастерских и конструкторского бюро Кронштадтского судоремонтного завода. В 1928-1929 годах — помощник начальника отдела Технического управления Военно-морских сил РККА.
С сентября 1929 по май 1931 года — слушательВоенно-морской академии имени К. Е. Ворошилова. В 1931-1933 годах — главный корабельный инженер Главвоенпорта Черноморского флота, Севастополь. В1933-1937 годах — военный представитель Главного управления кораблестроения ВМС РККА на судостроительных заводах Севастополя и Николаева. В 1937-1939 годах — начальник отдела, начальник 2-го главного управления наркомата оборонной промышленности СССР. С января 1939 по июль 1941 года — заместитель наркома судостроительной промышленности СССР. С января по июль 1941 года — член совета по оборонной промышленности при СНК СССР.
Во время войны руководил эвакуацией николаевских и киевского судостроительных заводов в восточные районы страны.
С июля 1941 по март 1953 года — заместитель наркома (с марта 1946 года - министра) судостроительной промышленности СССР. С марта 1953 по апрель 1954 года — заместитель министра транспортного и тяжёлого машиностроения СССР. С апреля 1954 по сентябрь 1956 года — заместитель министра судостроительной промышленности СССР.
С 15 сентября 1956 по 14 декабря 1957 года — министр судостроительной промышленности СССР.
С апреля 1958 по март 1959 года — заместитель начальника Сводного отдела оборонной промышленности Госплана СССР. С марта 1959 года — заместитель начальника Управления военной приёмки Главного управления кораблестроения ВМФ СССР.
С августа 1959 года - в отставке.
Скончался 19 апреля 1963 года в Москве. Похоронен на Новодевичьем кладбище.

## Воинские звания
- инженер-контр-адмирал (31.05.1944)

## Награды
- Орден Ленина (31.03.1944);
- Орден Ленина (05.11.1946);
- Орден Красного Знамени (03.11.1944);[2]
- Орден Красного Знамени (03.11.1953);
- Орден Нахимова II степени (№337 от 08.07.1945);[3]
- Орден Трудового Красного Знамени (1939);
- Орден Трудового Красного Знамени (1950);
- Медаль «За оборону Москвы»;
- Медаль «За победу над Германией в Великой Отечественной войне 1941—1945 гг.» (1945);
- Медаль «30 лет Советской Армии и Флота»;
- Медаль «В память 800-летия Москвы»;
- Другие медали